# 타오-루시르 칼데라

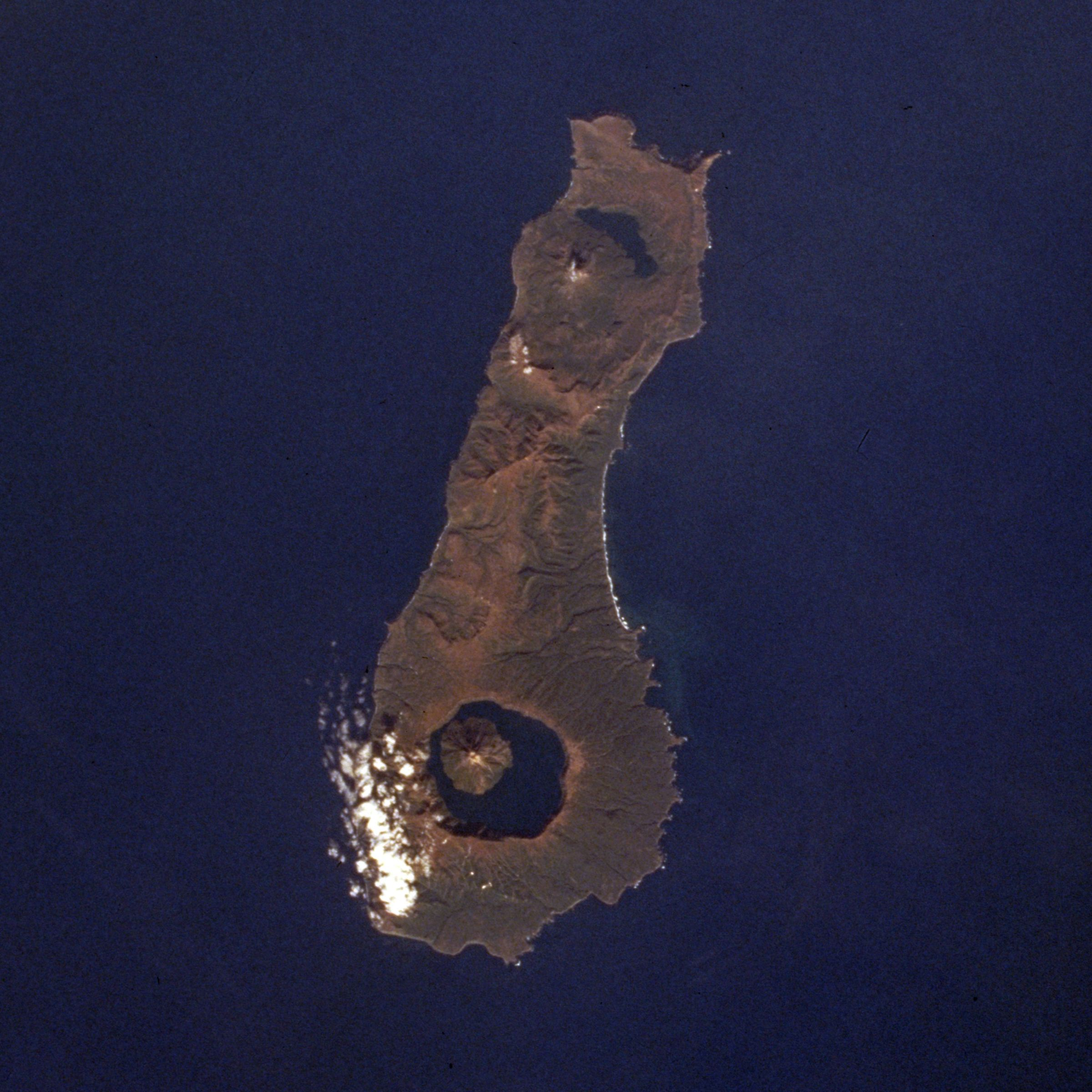
오네코탄섬

타오-루시르 칼데라(러시아어: Тао-Русыр)는 러시아의 캄차카반도 밑에 있는 오네코탄섬에 위치해 있는 칼데라로, 칼데라 호수로 되어 있다. 그 안에는 작은 성층 화산이 떠있으며, 분화할 기미는 전혀 보이지 않는다.